# Escorpião II
Escorpião II, também conhecido como Escorpião Rei foi o segundo dos dois reis assim chamados do Alto Egito durante o período protodinástico. Seu nome pode remeter para a deusa escorpião Sélquis. a mãe de Narmer e a bisavó de outra rainha, Xexe II.
A única evidência pictórica de sua existência é a chamada cabeça de clava de Escorpião que foi encontrada no Depósito principal por James E. Quibell e Frederick W. Green em um templo em Hieracômpolis durante a escavação de 1897/1898. Está atualmente em exposição no Ashmolean Museum, em Oxford. A estratificação desta clava foi perdida devido aos métodos das escavadeiras, mas seu estilo parece do período pré-dinástico. Apesar de danificado, as partes visíveis são extraordinários registros do início da história egípcia. Acredita-se que tenha vivido um pouco antes ou durante o reinado de Narmer em Tinis por este motivo, e também pelo conteúdo da clava.
Escorpião II também foi identificado por um grande grafite em de Gebel Sheikh Suleiman. O túmulo deste rei nunca foi identificado, no entanto, foi especulado que poderia ser a quarta camada do túmulo B50 de Abidos ou então a tumba 1 do local 6 de Hieracômpolis.

## Cabeça de clava

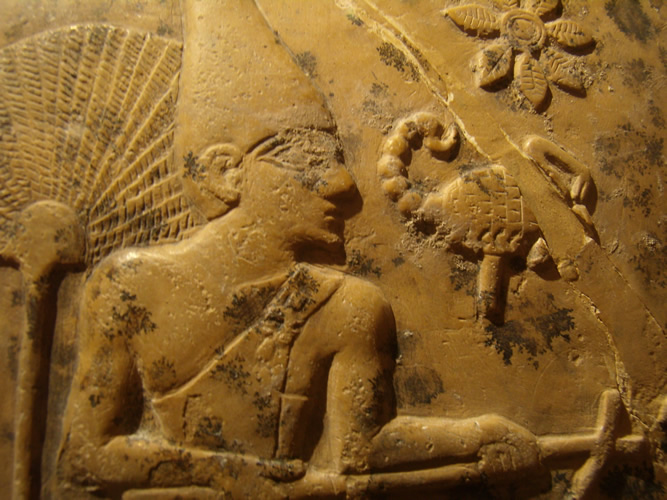
Cabeça do Escorpião Rei em sua cabeça de clava

A cabeça de clava de Escorpião representa uma grande figura única com a coroa branca do Alto Egito. Ele possui uma enxada, que foi interpretada como um ritual que envolve o faraó cerimonialmente cortando a primeira estria nos campos, ou então abrindo diques para inundá-los. O nome "Escorpião" é derivado da imagem de um escorpião que aparece imediatamente na frente de seu rosto, que pode representar a deusa escorpião Sélquis, logo abaixo de uma flor de sete pétalas; o uso e a colocação da iconografia é semelhante à representação do faraó Narmer no lado oposto da Paleta de Narmer. Hieróglifos protodinásticos são difíceis de ler, mas os abibes mortos (o que significa os Baixo egípcios) e nove arcos (ou seja, os inimigos tradicionais do Egito) encontrados na clava são interpretados como evidência de que ele começou ataques contra o Baixo Egito, que acabou resultando na vitória de Narmer e a unificação do Egito. O abibe também foi usado como um hieróglifo que significa "pessoas comuns", portanto, os padrões aos quais estão anexados podem representar os nomes de cidades particulares que Escorpião conquistou.
Um segundo fragmento menor da clava é referido como a Cabeça Menor da Clava de Escorpião. Pouco resta dessa clava, embora claramente mostra o faraó usando a Coroa Vermelha do Baixo Egito.

## Teorias

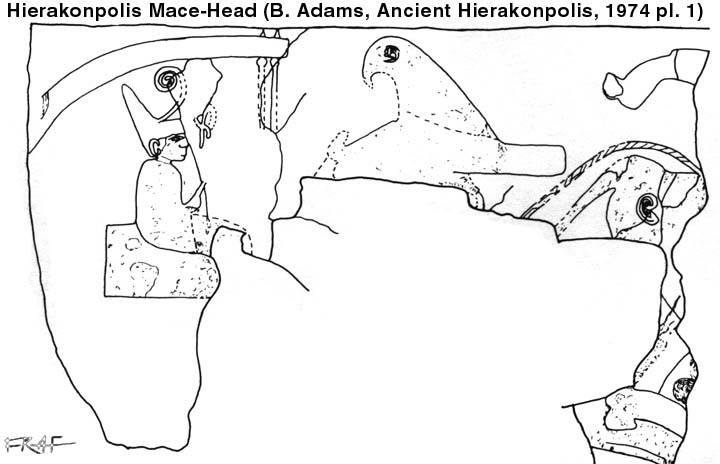
Cabeça Menor da Clava de Escorpião Rei

Há diversas teorias a respeito de sua identidade. Alguns argumentam que, porque os reis egípcios da I dinastia parecem ter tido vários nomes, Escorpião era a mesma pessoa que Narmer, simplesmente com um nome alternativo. Outros identificaram Escorpião Rei como o antecessor de Narmer, Ka (ou Sekhen); Edwards em 1965, considerou o glifo de Ka, os braços abertos do sinal Ka, como simplesmente uma versão estilicamente diferente de um escorpião. A historiadora Susan Wise Bauer sustenta que Escorpião II e Narmer eram realmente dois reis separados, mas Escorpião II reinou em 3200 a.C., um século antes de Narmer. Como Escorpião II não é atestado em Abidos, ele poderia ser contemporâneo de Narmer, que eventualmente perdeu ou legou Hieracômpolis para Narmer.
Um programa de televisão britânico propôs que a cabeça de clava foi uma homenagem do rei Narmer a Escorpião I (cuja tumba em Abidos é conhecida). Segundo esta teoria, só havia um escorpião rei protodinástico, ao invés de dois como comumente se postulava.

## Cultura popular
- A novela de William Golding de 1971 O Escorpião Deus é vagamente baseado neste período da história egípcia.
- O nome do Escorpião Rei foi utilizado no filme de 2001 O Retorno da Múmia, e seus spin-offs O Escorpião Rei (2002) e O Escorpião Rei 2: Ascensão de um Guerreiro (2008).
- Um vídeo game de ação-aventura O Escorpião Rei: Ascensão de um Acadiano foi lançado em 2002.
- O romance infantil de 2007 Faraó de Jackie French lida com eventos da corte do Rei Escorpião, a rivalidade entre seus filhos Narmer e Príncipe Hawk.